# Les Attaques
Les Attaques település Franciaországban, Pas-de-Calais megyében. Lakosainak száma 2065 fő (2022. január 1.). Les Attaques Marck, Balinghem, Guînes, Andres, Ardres, Coulogne, Guemps és Hames-Boucres községekkel határos.

## Népesség
A település népességének változása:
| Lakosok száma | 1939 | 1945 | 1974 | 1978 | 2009 | 2027 | 2040 | 2052 | 2065 |
|               | 2013 | 2015 | 2016 | 2017 | 2018 | 2019 | 2020 | 2021 | 2022 |